# 銀河帝國
銀河帝國，是科幻文化中假想中，有超光速旅行能力的智慧生物（可能是未來人類或先進的外星人）成立的一種政體，意思是理論上空間疆域包括了整個星系（對於人類來說是銀河系），至少是超過眾多的行星系統和星團，有些沒有特別的專稱只是簡單叫銀河帝國甚至叫帝國，所以常要以作品的名稱來指謂，如銀河帝國 (星際大戰)，其他作品常以首都的行星或統治的物種命名。
這類型作品常有模仿歷史小說的風格，創作和討論時，常把銀河帝國和古代大帝國類比。但並不一定是真實歷史上的帝國般的君主制國家。
這類型設定，一般認為首見於基地系列。
另外，在宇宙戰艦大和號和傳說巨神伊迪安，都有包含了眾多星系的政體登場，常仍然被認為是類似銀河帝國的設定。

## 曾出現銀河帝國的作品
- 星際大戰（參見銀河帝國 (星際大戰)）
- 基地系列（参见银河帝国 (阿西莫夫)）
- 銀河帝國三部曲
- 沙丘系列小說
- 銀河英雄傳說
- 銀河戰國群雄傳
- 星界的紋章
- 星界的戰旗
- 宇宙戰艦大和號
- 傳說巨神伊迪安